# MPEG-H
MPEG-H est un groupe de normes internationales créé par le groupe d'experts MPEG de l'ISO/CEI sous l’appellation ISO/IEC 23008. MPEG-H est constitué de quinze « parties », dont une norme de compression vidéo, une norme de compression audio, une norme de format conteneur ainsi que des documents liés.
Les 15 parties sont :
- Part 1: MPEG media transport (MMT)[2], un format conteneur.
- Part 2: High efficiency video coding (HEVC)[3], également publié par l'UIT-T sous le nom H.265[4], une norme de compression vidéo.
- Part 3: 3D audio[5], une norme de compression audio.
- Part 4: MMT Reference and Conformance Software
- Part 5: Reference Software for High Efficiency Video Coding
- Part 6: 3D Audio Reference Software
- Part 7: MMT Conformance
- Part 8: Conformance Specification for HEVC
- Part 9: 3D Audio Conformance Testing
- Part 10: MPEG Media Transport Forward Error Correction Codes
- Part 11: MPEG Media Transport Composition Information
- Part 12: Image File Format, également connu sous le nom High Efficiency Image File Format (HEIF)
- Part 13: MPEG Media Transport Implementation Guidelines
- Part 14: Conversion and coding practices for high-dynamic-range and wide-colour-gamut video
- Part 15: Signalling, backward compatibility and display adaptation for HDR/WCG video